# هانز بليكس
هانس بليكس (بالسويدية: Hans Blix)‏  المولود في 28 يونيو-حزيران عام 1928 في السويد، وهو دبلوماسي وسياسي سويدي، شغل منصب مدير الوكالة الدولية للطاقة الذرية من عام 1981 إلى عام 1997، شارك في فريق البحث اعن أسلحة الدمار الشامل العراقية المزعومة الذي أرسلته الأمم المتحدة إلى العراق عام 2002، دون إيجاد شيء، في فبراير-شباط عام 2010 أعلنت الإمارات العربية المتحدة أنه الرئيس الاستشاري لبرنامج الطاقة النووية السلمية.

## حياته السابقة
ولد هانز بليكس في مدينة أوبسالا، السويد عام 1928، وهو حفيد عالِم وظائف الأعضاء السويدي ماغنوس بليكس. التحق بجامعة أوبسالا، وكذلك درس في جامعة كولومبيا، وأخذ شهادة الدكتوراه من جامعة كامبرج.
في عام 1959 حصل على شهادة الدكتوراة في القانون الدولي، مما أهله في السنة التي تلتها إلى أن يختار كبروفسور في القانون الدولي.
في ما بين عام 1962 وعام 1978 كان الدكتور هانز بليكس عضوا في الوفد السويدي في مؤتمر نزع السلاح في جنيف، كما شغل عدة مناصب منها كونه عضوا في اللجنة السويدية في الأمم المتحدة، كما شغل منصب وزير الخارجية السويدي من عام 1978إلى عام 1979. كما ترأس الحملة الانتخابية للحزب الليبرالي السويدي خلال استفتاء عام 1980 بشأن الطاقة النووية، لصالح الإبقاء على برنامج للطاقة النووية السويدية.

## رئاستهالوكالة الدولية للطاقة الذرية(1981-1997)
أصبح د.هانز بليكس المدير العام للوكالة الدولية للطاقة الذرية بين العام1981-والعام 1997، بعد سيغفارد إيكلوند السويدي أيضا.
قام د.هانز بليكس شخصيا بزيارة مفاعل تموز العراقي، حيث قام بزيارات تفتيش متكررة لاوزيراك أو المفاعل النووي العراقي قبل محاولة تدميرها من جانب الإيرانيين، في عام 1980 في الحرب العراقية الإيرانية، وتدميرها في نهاية المطاف من قبل سلاح الجو الإسرائيلي في عام 1981 خلال عملية أوبرا
كان يعتقد على قدرة العراق بعد سنين معدودة من إمكانية امتلاك سلاح نووري، كما اعتقد ذلك الإيرانيون والإسرائيليون.
واعتبرت عدة دول أن الهجوم يعد خرقا لميثاق الأمم المتحدة (S/RES/487) والقانون الدولي، مى حضي هذا الهجوم بإدانة واسعة النطاق.
كما أشارت الوكالة الدولية للطاقة الذرية بتعاون العراق معها في أثناء البحث عن أسلحة الدمار السامل العراقية المزعومة.

## أزمة نزع السلاح العراقي
خلال أزمة نزع أسلحة العراق قبل غزو العراق عام 2003، تم استدعاء بليكس العودة من التقاعد من قبل الامين العام للامم المتحدة كوفي عنان لقيادة الأمم المتحدة للرصد والتحقق والتفتيش المكلفة بمراقبة العراق. كوفي عنان أوصى أصلا رولف ايكيوس، الذي كان يعمل مع اللجنة الخاصة في الماضي، ولكن كل من روسيا وفرنسا إستخدمتا حق النقض الفيتو ضد تعيينه. وذكر نيوت غينغريتش أن الموافقة على تولي بليكس رئاسة بعثة مفتشي الأمم المتحدة كان واحدا من أكبر الأخطاء التي ارتكبتها الولايات المتحدة من أي وقت مضى.
هانز بليكس نبه شخصيا الرئيس العراقي الأسبق صدام حسين من لعبة «القط والفأر» ، وحذر العراق من «عواقب خطيرة» إذا ما سعت لإعاقة أو تأخير مهمته.
في تقريره إلى مجلس الأمن الدولي يوم 14 فبراير 2003، ادعى بليكس أنه «إذا كان العراق قد وفر ما يلزم من تعاون في عام 1991 أي في مرحلة نزع السلاح -- بموجب القرار 687 -- كان يمكن أن يكون قصيرا وعدد من العقوبات كان يمكن أن يكون تجنبها العراق في وقتها.» 
تصريحات بليكس حول برنامج اسلحة الدمار الشامل العراقية قد تعارضت مع مطالب إدارة الرئيس الأمريكي السابق جورج دبليو بوش 404 Not Found ، وكانت تصريحاته تعرضت لانتقادات كثيرة من مؤيدي غزو العراق. في مقابلة مع بي بي سي يوم 8 فبراير 2004، اتهم الدكتور بليكس ان الحكومتين الأمريكية والبريطانية تفاقم من تهديد أسلحة الدمار الشامل في العراق، من أجل تعزيز الحال بالنسبة لحرب عام 2003 ضد نظام صدام حسين. في نهاية المطاف، لم يتم العثور على مخزونات من أسلحة الدمار الشامل.
في مقابلة مع صحيفة الغارديان في لندن، قال هانز بليكس، «وهناك السفلة الذين ينشرون الامور، بطبيعة الحال، الذين نشروا أشياء سيئة في وسائل الاعلام».
في عام 2004، نشر بليكس كتاه،  نزع سلاح العراق، حيث أنه ذكر روايته للأحداث وعمليات التفتيش قبل قيام القوات المحتلة بغزو العراق عام 2003.
وقال بليكس انه يشك في وجود أجهزة تنصت في داخل منزله ومكتبه من جانب الولايات المتحدة، في حين قاد فريق البحث عن أسلحة صدام حسين المفترض لأسلحة الدمار الشامل. بالرغم من أن هذه الشكوك لم تكن موثقة بشكل مباشر، ولا يوجد دليل قطعي على التنصت على ممثلي الأمم المتحدة في مجلس الأمن، لكن كانت الولايات المتحدة طلبت الحصول على موافقة من بريطانيا على التنصت على سربت وثيقة من قبل مترجم الحكومة البريطانية، حذيث ذكر في الوثيقة ان وكالة الأمن القومي الأمريكي طلبت من المخابرات البريطانية أن تضع أجهزة التنصت على المندوبين لمجلس الامن الدولي.

## لجنة أسلحة الدمار الشامل
منذ عام 2003 كان بليكس رئيس لجنة أسلحة الدمار الشامل (WMDC)، وهي هيئة مستقلة تمولها الحكومة السويدية ومقرها في ستوكهولم.
في ديسمبر 2006 قالت لجنة أسلحة الدمار الشامل في تقريرلها ان باكستان المشين والمثير للجدل الناشر للبرنامج النووي عبد القدير خان لا يمكن أن يكون قد عمل بمفرده، دون إيعاز من قبل الحكومة الباكستانية.

## المبادرات الإنسانية
في عام 2009 انضم إلى مشروع «جنود السلام»، وهو فيلم ضد كل الحروب ومن أجل السلام العالمي.

## إشرافه على برنامج الطاقة النووية الإماراتية
عيين هانز بليكس كمشرف على لجنة إنشاء المفاعل النووي في الإمارات عام 2010.

## ميداليات الشرف
1. دكتوراه فخرية من جامعة موسكو عام 1987.
2. جائزة رجل الدولة النووية (واشنطن العاصمة)، 1988.
3. العضوية الشرفية في جمعية اتحاد كامبردج.
4. الميدالية الذهبية لخدمة متميزة في مجال الشؤون النووية من جانب معهد اليورانيوم (رابطة العالم من الأسلحة النووية الآن) في عام 1997.
5. دكتوراه فخرية من جامعة بروكسل الحرة في عام 2003.
6. دكتوراه فخرية من جامعة بادوفا في عام 2004.
7. جائزة سيدني للسلام عام 2007.
8. دكتوراه فخرية من جامعة كامبردج في عام 2007.

## وصلات خارجية
- هانز بليكس على موقع IMDb (الإنجليزية)
- هانز بليكس على موقع الموسوعة البريطانية (الإنجليزية)
- هانز بليكس على موقع مونزينجر (الألمانية)
- هانز بليكس على موقع إن إن دي بي (الإنجليزية)
- هانز بليكس على موقع قاعدة بيانات الفيلم (الإنجليزية)

1. ↑  Folkräkningar (Sveriges befolkning) 1930 | Hans Martin, f. 1928 i Uppsala Uppsala län (بالسويدية), Riksarkivet, QID:Q50798414
2. ↑  "Hans Blix tilldelas medaljen Illis quorum meruere labores" (بالسويدية). Regeringskansliet. 28 juni 2018. Retrieved 16 فبراير 2019. {{استشهاد ويب}}: تحقق من التاريخ في: |publication-date= (help)
3. ↑   https://sydneypeacefoundation.org.au/sydney-peace-prize/. {{استشهاد ويب}}: |url= بحاجة لعنوان (مساعدة) والوسيط |title= غير موجود أو فارغ (من ويكي بيانات) (مساعدة)
4. ↑   https://cavavub.be/nl/eredoctoraten. {{استشهاد ويب}}: |url= بحاجة لعنوان (مساعدة) والوسيط |title= غير موجود أو فارغ (من ويكي بيانات) (مساعدة)
5. ↑  Česko-Slovenská filmová databáze (بالتشيكية), 2001, QID:Q3561957
6. ↑  Chairman of the Commission: Hans Blix, Sweden  نسخة محفوظة 8 فبراير 2006 على موقع واي باك مشين. "نسخة مؤرشفة". مؤرشف من الأصل في 2016-03-05. اطلع عليه بتاريخ 2017-07-22.{{استشهاد ويب}}:  صيانة الاستشهاد: BOT: original URL status unknown (link)
7. ↑   نسخة محفوظة 16 يونيو 2004 على موقع واي باك مشين.
8. ↑  Blix warns Iraq over inspections نسخة محفوظة 20 أكتوبر 2017 على موقع واي باك مشين.
9. ↑  Hans Blix's briefing to the security council نسخة محفوظة 27 يوليو 2013 على موقع واي باك مشين.
10. ↑  USATODAY.com - U.S. finds 3,000 chemical suits in Iraq نسخة محفوظة 08 مايو 2012 على موقع واي باك مشين.
11. ↑  CNN.com - Blix takes Washington to task - Jun. 12, 2003 نسخة محفوظة 06 مارس 2016 على موقع واي باك مشين.
12. ↑   [وصلة مكسورة] نسخة محفوظة 22 مايو 2008 على موقع واي باك مشين.
13. ↑  CNN.com - Iraq war 'spy memo case' collapses - Feb. 25, 2004 نسخة محفوظة 03 مارس 2016 على موقع واي باك مشين.
14. ↑  wmdcommission.org - wmdcommission Resources and Information نسخة محفوظة 07 يوليو 2006 على موقع واي باك مشين.
15. ↑  "Homepage". Deccan Herald. 14 فبراير 2018. مؤرشف من الأصل في 2018-09-25.
16. ↑   نسخة محفوظة 03 مارس 2016 على موقع واي باك مشين.